# USS Louisiana (BB-19)
O USS Louisiana foi um couraçado pré-dreadnought operado pela Marinha dos Estados Unidos e a segunda embarcação da Classe Connecticut, depois do USS Connecticut e seguido pelo USS Vermont, USS Kansas, USS Minnesota e USS New Hampshire. Sua construção começou em fevereiro de 1903 na Newport News Shipbuilding e foi lançado ao mar em agosto de 1904, sendo comissionado em julho de 1906. Era armado com uma bateria principal composta por quatro canhões de 305 milímetros montados em duas torres de artilharia duplas, tinha um deslocamento carregado de quase dezoito mil toneladas e conseguia alcançar uma velocidade máxima de dezoito nós.
O Louisiana teve uma carreira relativamente tranquila que envolveu principalmente exercícios de rotina, atuando principalmente na Costa Leste dos Estados Unidos e no Caribe. Ele deu uma volta ao mundo entre 1907 e 1909 como parte da Grande Frota Branca. Fez viagens diplomáticas para a Europa em 1910 e 1911, envolvendo-se a partir de 1913 na Revolução Mexicana para proteger interesses norte-americanos. Isto culminou com a Ocupação de Veracruz no ano seguinte. Foi usado como navio-escola durante a Primeira Guerra Mundial e ao final conflito como transporte de tropas para repatriar soldados norte-americanos. Foi descomissionado em 1920 e desmontado em 1923.

## Projeto
A classe Connecticut seguiu a classe Virginia, mas corrigiu algumas das deficiências mais significativas no projeto anterior, principalmente o arranjo sobreposto dos canhões principais e alguns dos secundários. Uma bateria terciária mais pesada de canhões de 178 milímetros substituíram os canhões de 152 milímetros que foram usados em todos os projetos anteriores. Apesar das melhorias, os navios foram tornados obsoletos pelo revolucionário encouraçado britânico HMS Dreadnought, concluído antes da maioria dos membros da classe Connecticut.
O Louisiana foi tinha 139 metros de comprimento total e tinha uma boca de 23 metros e calado de sete metros. Ele deslocava 16 mil toneladas conforme projetado e até 17.949 toneladas em plena carga. O navio era movido por motores a vapor de expansão tripla de dois eixos avaliados em 16 500 cavalos de potência, com vapor fornecido por doze caldeiras Babcock & Wilcox movidas a carvão canalizadas em três funis. O sistema de propulsão permitiu uma velocidade máxima de dezoito nós (33 quilômetros por hora). Como construído, ele foi equipado com mastros militares pesados, mas estes foram rapidamente substituídos por equivalente treliçados em 1909. Ele tinha uma tripulação de 827 oficiais e praças, embora tenha aumentado para 881 e depois para 896.
O navio estava armado com uma bateria principal de quatro canhões Mark V de 305 milímetros (calibre 45) em duas torres de canhão gêmeas na linha central, uma à frente e outra à ré. A bateria secundária consistia em oito canhões de 203 milímetros (calibre 45) e doze canhões de 178 milímetros (calibre 45). Os canhões de 203 milímetros foram montados em quatro torres gêmeas no meio do navio e os canhões de 7 polegadas foram colocados em casamatas no casco. Para defesa de curto alcance contra torpedeiros, ele carregava vinte canhões de 76 milímetros (calibre 50) montados em casamatas ao longo da lateral do casco e doze canhões de 3 libras. Ele também carregava quatro canhões de 37 milímetros. Como era padrão para os navios capitais da época, o Louisiana carregava quatro tubos de torpedos de 533 milímetros, submersos em seu casco na lateral.
O cinturão blindado do Louisiana era de 279 milímetros de espessura sobre os paióis e os espaços das máquinas de propulsão e 152 milímetros em outro lugar. As torres de canhão da bateria principal tinham 305 milímetros nas laterais, e as barbetas de sustentação tinham 254 milímetros de blindagem. As torres secundárias tinham 178 milímetros de blindagem frontal. A torre de comando tinha 229 milímetros de espessura em suas laterais.

## Histórico de serviço

### Início de carreira e Grande Frota Branca

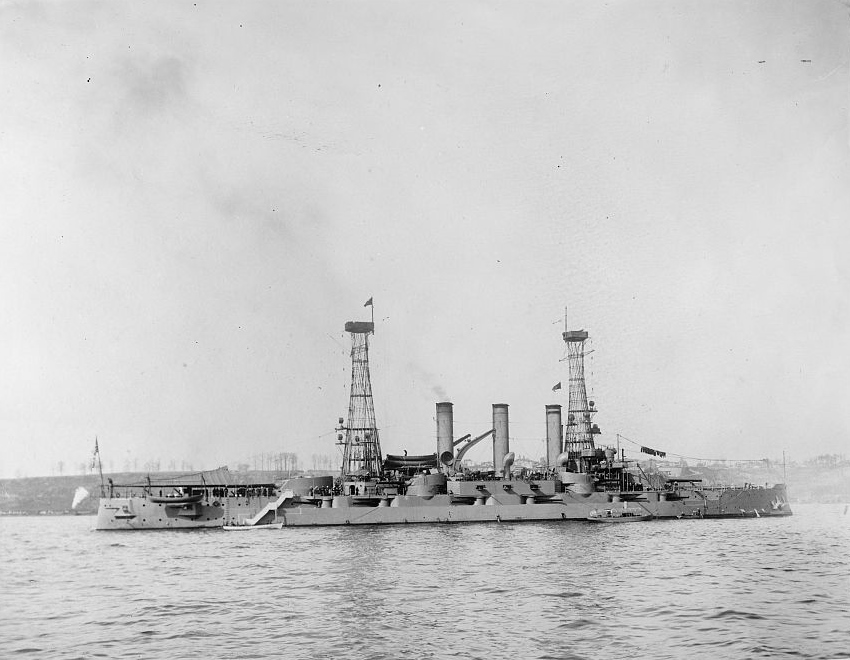
O Louisiana em Nova York durante uma revisão naval em 1911

A quilha do Louisiana foi batida na Newport News Shipbuilding & Dry Dock Company em Newport News, Virgínia, em 7 de fevereiro de 1903. Seu casco completo foi lançado em 27 de agosto de 1904, e ela foi comissionado na frota em 2 de junho de 1906. O navio então realizou um cruzeiro de instrução na costa da Nova Inglaterra antes de ser enviado para Cuba. Ele deixou os Estados Unidos em 15 de setembro com o Secretário de Guerra William Howard Taft e o Secretário de Estado Adjunto Robert Bacon a bordo; foram nomeados como comissão de paz pelo presidente cubano Tomás Estrada Palma para reprimir uma insurreição no país. Taft e Bacon ajudaram a criar um governo provisório, durante o qual o Louisiana permaneceu em Cuba. Depois que seu trabalho foi concluído, Taft e Bacon retornaram ao navio, que os levou de volta à Fortaleza Monroe, na Virgínia.
Em 8 de novembro, o Louisiana carregou o presidente Theodore Roosevelt de Piney Point, Maryland, para o Panamá, onde o Canal do Panamá estava sendo construído. Depois de inspecionar o andamento da construção, Roosevelt embarcou no Louisiana e fez uma visita a Porto Rico para examinar o novo prédio do governo antes de seguir para Piney Point, chegando em 26 de novembro. Ao longo do ano seguinte, o navio fez uma série de cruzeiros para portos americanos, incluindo Nova Orleans e Norfolk, e visitas a Havana e Baía de Guantánamo, em Cuba. Nesse período, ele também participou de exercícios de treinamento na Nova Inglaterra.
O Louisiana juntou-se à Grande Frota Branca em 16 de dezembro de 1907, quando partiram de Hampton Roads para iniciar a circum-navegação do globo. O cruzeiro da Grande Frota Branca foi concebido como uma forma de demonstrar o poder militar americano, particularmente para o Japão. As tensões começaram a aumentar entre os Estados Unidos e o Japão após a vitória deste último na Guerra Russo-Japonesa em 1905, particularmente sobre a oposição racista à imigração japonesa para os Estados Unidos. A imprensa de ambos os países começou a convocar a guerra, e Roosevelt esperava usar a demonstração de poderio naval para deter a agressão japonesa. A frota navegou para o sul até o Caribe e depois para a América do Sul, fazendo escalas em Port of Spain, Rio de Janeiro, Punta Arenas e Valparaíso, entre outras cidades. Depois de chegar ao México em março de 1908, a frota passou três semanas praticando artilharia. A frota então retomou sua viagem pela costa do Pacífico das Américas, parando em São Francisco e Seattle antes de cruzar o Pacífico para a Austrália, parando no Havaí no caminho. As paradas no Pacífico Sul incluem Melbourne, Sydney e Auckland.
Depois de deixar a Austrália, a frota virou para o norte para as Filipinas, parando em Manila, antes de seguir para o Japão, onde uma cerimônia de boas-vindas foi realizada em Yokohama. Seguiram-se três semanas de exercícios na Baía de Subic, nas Filipinas, em novembro. Os navios passaram por Cingapura em 6 de dezembro e entraram no Oceano Índico; eles carvoaram em Colombo antes de prosseguir para o Canal de Suez e carvoar novamente em Porto Saíde, Egito. A frota fez escala em vários portos do Mediterrâneo antes de parar em Gibraltar, onde uma frota internacional de navios de guerra britânicos, russos, franceses e holandeses saudou os americanos. Os navios então cruzaram o Atlântico para retornar a Hampton Roads em 22 de fevereiro de 1909, tendo percorrido 86 542 quilômetros. Lá, eles realizaram uma revisão naval para Theodore Roosevelt.

### 1910–1923

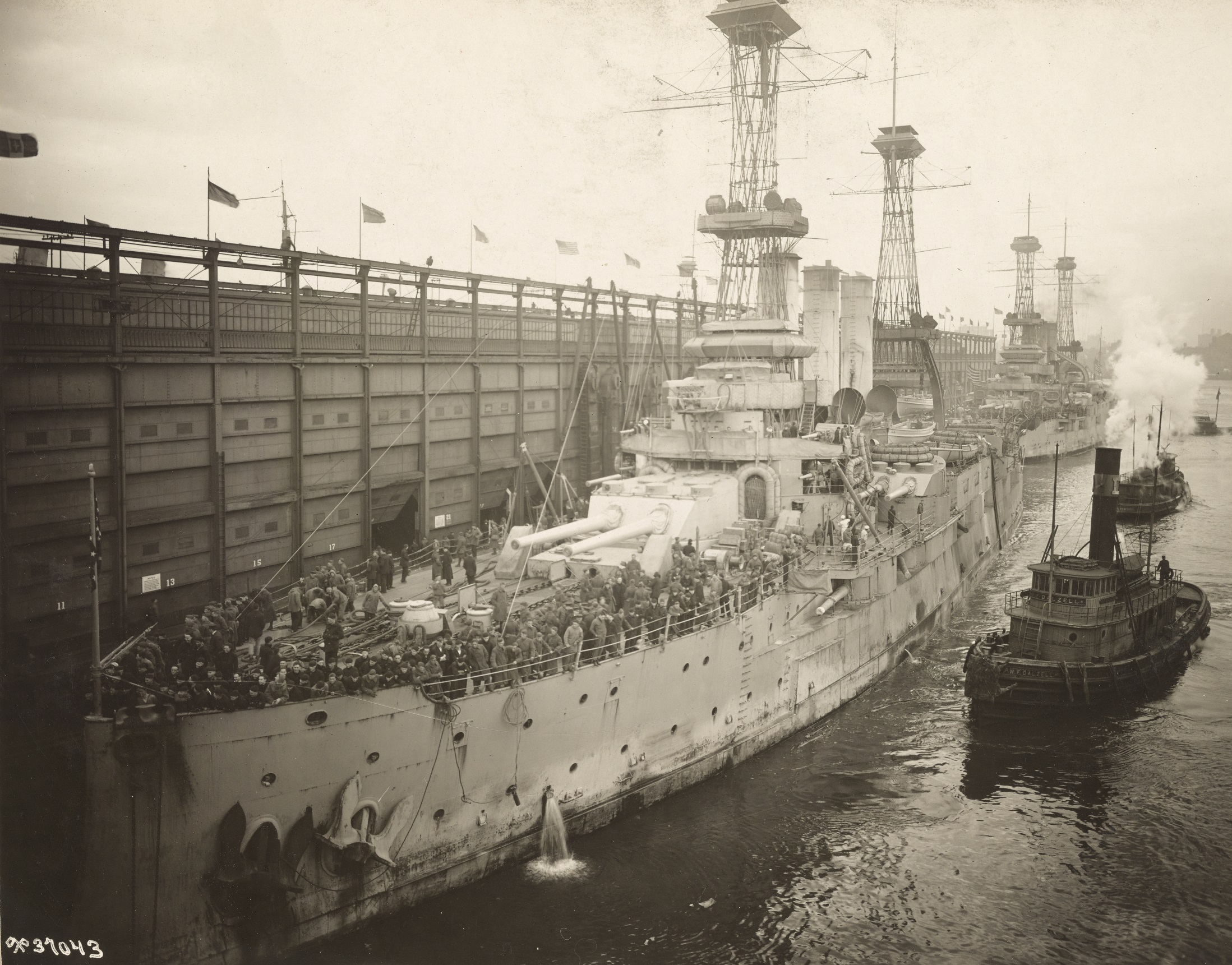
O Louisiana e o New Hampshire retornando as tropas americanas em 1919, Pier 4, Hoboken, NJ

O Louisiana passou por uma extensa reforma após retornar da viagem, após a qual conduziu manobras de treinamento no Atlântico. O capitão Washington Irving Chambers assumiu o comando do navio em 1º de junho. Em 1º de novembro de 1910, ele foi designado para a 2ª Divisão da Frota do Atlântico, que cruzou o Atlântico para visitar cidades britânicas e francesas. Uma segunda viagem à Europa ocorreu em 1911, desta vez para o Mar Báltico. Lá, os navios pararam em Copenhaga, Dinamarca, Trälhavet, Suécia, Kronstadt, Rússia, e Quiel, Alemanha. Eles foram inspecionados pelos monarcas de cada país. O agravamento da agitação da Revolução Mexicana levou os Estados Unidos a começar a intervir no conflito para proteger os interesses americanos; em apoio a essas intervenções, o Louisiana fez três viagens ao México entre julho de 1913 e setembro de 1915. A primeira durou de 6 de julho a 29 de dezembro de 1913. A segunda, de 14 de abril a 8 de agosto de 1914, apoiou a ocupação de Veracruz pelos Estados Unidos. A terceira implantação durou de 17 de agosto a 24 de setembro de 1915.
Depois de retornar da última operação, o Louisiana foi reduzido ao status de reserva em Norfolk e empregado como navio de treinamento para aspirantes e unidades da milícia naval. Após a declaração de guerra dos Estados Unidos à Alemanha em 6 de abril de 1917, o Louisiana foi usado para treinar artilheiros e pessoal da casa de máquinas. Durante este período, ele se envolveu em um acidente de artilharia. Durante o treinamento em 1º de junho de 1918, as tripulações de três dos canhões de 178 milímetros a bordo do encouraçado New Hampshire acidentalmente começaram a atirar em um dos caça-submarinos presentes; eles dispararam várias salvas antes de receberem a ordem de cessar fogo. Um dos projéteis atingiu o Louisiana, matando um homem e ferindo vários outros. A belonave foi posteriormente usada para examinar um dos Argo Clocks de Arthur Pollen, um sistema de controle de incêndio que incorporou o primeiro computador analógico mecânico. O sistema foi instalado a partir de 19 de junho, com as obras concluídas em 1º de julho.
Em setembro de 1918, ele foi designado como escolta de comboio; sua primeira operação cobriu um comboio para Halifax no dia 25 do mês. Esse dever não durou muito, pois os alemães assinaram o armistício que encerrou a guerra em 11 de novembro. O Louisiana foi então usado para transportar soldados americanos de volta da França, a partir de 24 de dezembro. A primeira viagem foi feita em companhia do New Hampshire, e chegou a Brest, na França, em 5 de janeiro de 1919. Entre os dois, eles carregavam 2 169 homens de volta aos Estados Unidos. Ele fez três viagens adicionais para Brest nesta função. Após o término dessa tarefa, ele foi levado para o Philadelphia Navy Yard, onde foi desativado em 20 de outubro de 1920. O navio acabou sendo vendido para sucata em 1º de novembro de 1923.